# Takako Tezuka
Takako Tezuka (jap. 手塚 貴子, Tezuka Takako; * 6. November 1970 in Utsunomiya) ist eine ehemalige japanische Fußballspielerin.

## Karriere

### Verein
Sie begann ihre Karriere bei Yomiuri Nippon SC Ladies Beleza. Sie trug 1990, 1991 und 1992 zum Gewinn der Nihon Joshi Soccer League bei. 1992 beendete sie Spielerkarriere. 1996 kehrte er nach Beleza zurück. 1999 beendete sie Spielerkarriere.

### Nationalmannschaft
Im Jahr 1986 debütierte Tezuka für die japanischen Nationalmannschaft. Sie wurde in den Kader der Weltmeisterschaft der Frauen 1991 berufen. Insgesamt bestritt sie 41 Länderspiele für Japan.

## Errungene Titel

### Mit Vereinen
- Nihon Joshi Soccer League: 1990, 1991, 1992

### Persönliche Auszeichnungen
- Nihon Joshi Soccer League Bester Spieler: 1991
- Nihon Joshi Soccer League Torschützenkönig: 1991
- Nihon Joshi Soccer League Best XI: 1989, 1990, 1991, 1992